# 科罗尼亚湖

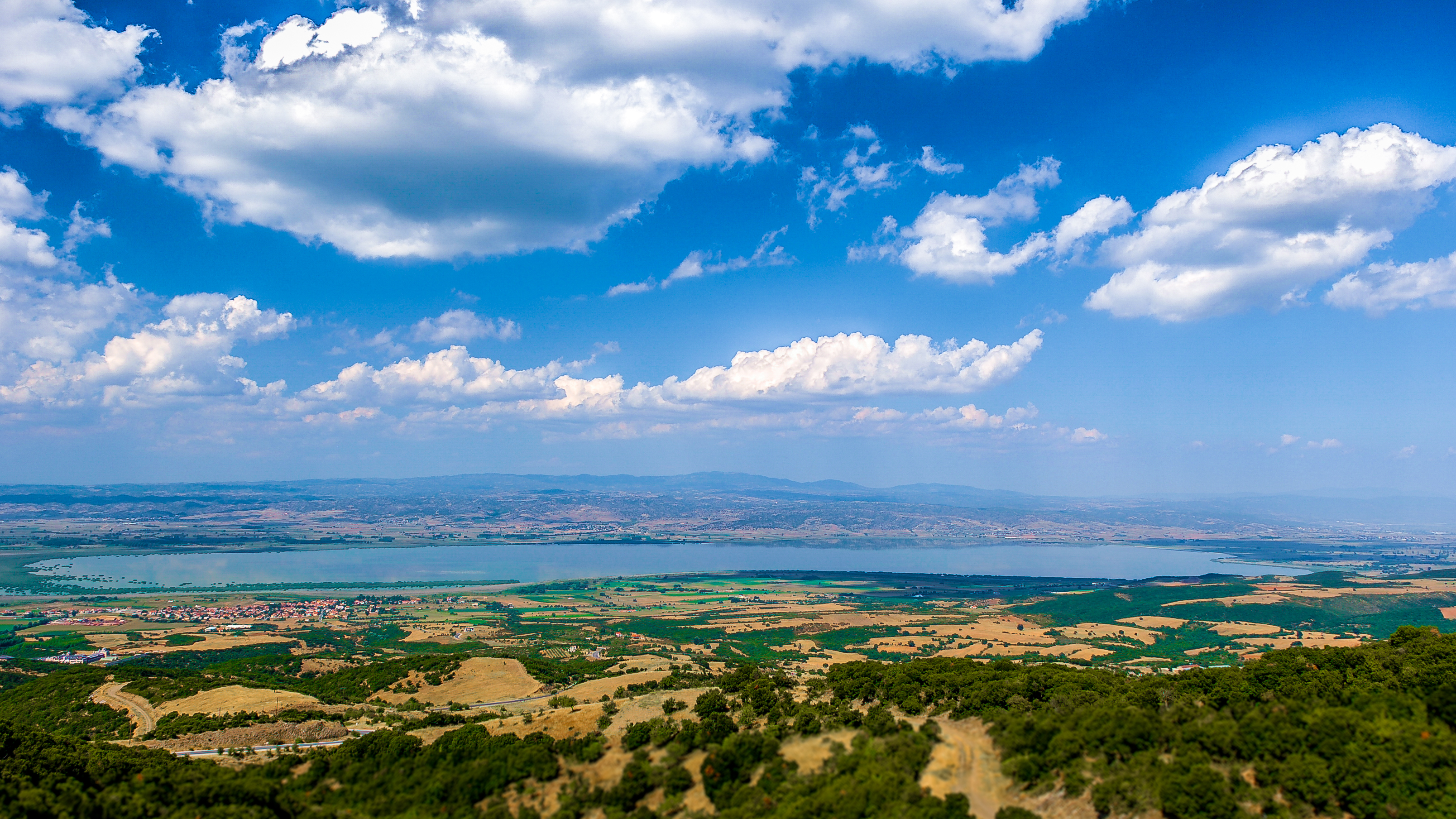
科罗尼亚湖

40°41′08″N 23°08′54″E / 40.68556°N 23.14833°E
科罗尼亚湖（希臘語：Λίμνη Κορώνεια）是希臘中马其顿大区塞萨洛尼基专区的湖泊，位於塞薩洛尼基以東，長10.7公里、寬5公里，面積48平方公里，海拔高度75米，平均水深3.5米，最大水深9.5米。